# La llegada (película de 2022)
La llegada (título internacional: Upon Entry) es una película dramática española de 2023 dirigida por los venezolanos Alejandro Rojas y Juan Sebastián Vásquez (en su ópera prima como directores). Está protagonizada por Alberto Ammann y Bruna Cusí junto a Ben Temple y Laura Gómez, con la participación de Nuris Blu y  Colin Morgan.

## Sinopsis
La trama trata sobre los desagradables procedimientos de investigación e interrogatorio que la pareja formada por Diego Hernández (urbanista venezolano) y Elena Pàmies (bailarina contemporánea de Barcelona) sufre en el aeropuerto de Newark al trasladarse de Barcelona a Estados Unidos para empezar una nueva vida.

## Producción
Escrita y dirigida por Alejandro Rojas y Juan Sebastián Vásquez, Al entrar se basa en las experiencias personales de los timoneles como inmigrantes. La película es una coproducción española de Zabriskie Films, Basque Films y Sygnatia, con la participación de TV3 y el apoyo de ICEC (Catalonia), la administración regional de Madrid, el Gobierno Vasco y MEDIA de Europa Creativa.

## Estreno
La llegada se proyectó en el Tallinn Black Nights Film Festival (PÖFF) en noviembre de 2022. También llegó a la selección oficial del 28.º Festival Internacional de Cine de Kolkata. Fue elegido por Charade y Anonymous Content antes de su proyección en South by Southwest (SXSW) para su estreno en Norteamérica.

## Recepción
Júlia Olmo de Cineuropa valoró que a pesar de que la película parece tocar hacia el final los clichés de los que logró alejarse antes, "logra ser una película agradable", "lograr su verosimilitud y hacernos olvidar por un tiempo" " que estamos viendo una película de ficción".
Jonathan Holland de ScreenDaily consideró que la película "se desarrolla en esa zona gris donde termina el cuestionamiento legítimo y comienza el manual de tortura estatal", y señaló cómo se genera "tanto drama de lo que son básicamente 74 minutos de personas hablando entre sí en una mesa". es una realización cinematográfica muy inteligente".
|-
La revista Rolling Stone la consideró como la mejor película en habla hispana de 2023.

## Premios
XXXVIII edición de los Premios Goya
| Categoría                                   | Persona                                | Resultado |
| ------------------------------------------- | -------------------------------------- | --------- |
| Mejor director novel                        | Alejandro Rojas Juan Sebastián Vásquez | Nominados |
| Mejor interpretación masculina protagonista | Alberto Ammann                         | Nominado  |
| Mejor guion original                        | Alejandro Rojas Juan Sebastián Vásquez | Nominados |

LXVIII edición de los Premios Sant Jordi
| Categoría                        | Persona           | Resultado |
| -------------------------------- | ----------------- | --------- |
| Mejor ópera prima                | Mejor ópera prima | Ganadora  |
| Mejor actor en película española | Alberto Ammann    | Ganador   |

XI edición de los Premios Feroz
| Categoría                | Persona                                | Resultado |
| ------------------------ | -------------------------------------- | --------- |
| Mejor película dramática | Mejor película dramática               | Nominada  |
| Mejor guion              | Alejandro Rojas Juan Sebastián Vásquez | Ganadores |
| Mejor actor protagoista  | Alberto Ammann                         | Nominado  |

El 7 de diciembre de 2023 se anunció las nominaciones a los Independent Spirit Awards, tres de ellas para La llegada, Mejor Ópera Prima, al Mejor Primer Guion y al Mejor Montaje. Se entregan el 25 de febrero, en Santa Mónica, California. 
El 4 de enero de 2024, Juan Sebastián Vásquez y Alejandro Rojas ganaron el Premio Gaudí Mejor Guion Original, por La llegada. 
El 20 de marzo de 2024,  Alejandro Rojas y Juan Sebastián Vásquez recibieron el Premio ALMA al mejor guion de largometraje Dramático, concedido por el Sindicato de Actores ALMA. 